# Victor Söderström
Pour les articles homonymes, voir Söderström.
Victor Söderström (né le 26 février 2001 à Skutskär en Suède) est un joueur suédois de hockey sur glace. Il évolue au poste de défenseur.

## Biographie
Söderström s'aligne dès l'âge de 14 ans avec le Brynäs IF alors qu'il évolue dans les rangs juniors de la formation avant d'atteindre la J20 SuperElit. En 2018-2019, il fait ses débuts professionnels dans la SHL à 17 ans. Il obtient son premier contrat professionnel d'une durée de 2 ans et valide jusqu'en 2020 avec Brynäs, le 8 novembre 2018. 
Éligible au repêchage d'entrée dans la LNH 2019, il est sélectionné en 1re ronde, 11e choix au total, par les Coyotes de l'Arizona. Les Coyotes avaient précédemment échangé deux choix au repêchage aux Flyers de Philadelphie pour obtenir la 11e sélection au total. Le 7 juillet 2019, Söderström signe un contrat d'entrée de 3 ans avec Arizona.
En 2021, il part en Amérique du Nord. Le 22 janvier 2021, il joue son premier match dans la Ligue nationale de hockey avec les Coyotes face aux Golden Knights de Vegas. Il marque son premier but dans la LNH face aux Sharks de San José le 7 mai 2021.

## Statistiques

### En club
| Saison     | Équipe                | Ligue             |    | Saison régulière | Saison régulière | Saison régulière | Saison régulière | Saison régulière |   | Séries éliminatoires | Séries éliminatoires | Séries éliminatoires | Séries éliminatoires | Séries éliminatoires |
| Saison     | Équipe                | Ligue             | PJ | B                | A                | Pts              | Pun              | PJ               | B | A                    | Pts                  | Pun                  |                      |                      |
| 2017-2018  | Brynäs IF U20         | J20 SuperElit     | 16 | 3                | 3                | 6                | 8                | 1                | 1 | 0                    | 1                    | 0                    |                      |                      |
| 2018-2019  | Brynäs IF U20         | J20 SuperElit     | 14 | 1                | 7                | 8                | 2                | 2                | 0 | 1                    | 1                    | 4                    |                      |                      |
| 2018-2019  | Brynäs IF             | SHL               | 44 | 4                | 3                | 7                | 22               | -                | - | -                    | -                    | -                    |                      |                      |
| 2019-2020  | Brynäs IF             | SHL               | 35 | 5                | 11               | 16               | 12               | -                | - | -                    | -                    | -                    |                      |                      |
| 2020-2021  | AIK IF                | HockeyAllsvenskan | 12 | 1                | 5                | 6                | 6                | -                | - | -                    | -                    | -                    |                      |                      |
| 2020-2021  | Roadrunners de Tucson | LAH               | 32 | 2                | 8                | 10               | 8                | 1                | 0 | 0                    | 0                    | 0                    |                      |                      |
| 2020-2021  | Coyotes de l'Arizona  | LNH               | 4  | 1                | 1                | 2                | 0                | -                | - | -                    | -                    | -                    |                      |                      |
| 2021-2022  | Coyotes de l'Arizona  | LNH               | 16 | 0                | 0                | 0                | 6                | -                | - | -                    | -                    | -                    |                      |                      |
| 2021-2022  | Roadrunners de Tucson | LAH               | 32 | 3                | 16               | 19               | 24               | -                | - | -                    | -                    | -                    |                      |                      |
| 2022-2023  | Coyotes de l'Arizona  | LNH               | 30 | 0                | 9                | 9                | 24               | -                | - | -                    | -                    | -                    |                      |                      |
| 2022-2023  | Roadrunners de Tucson | LAH               | 44 | 2                | 19               | 21               | 28               | 2                | 0 | 0                    | 0                    | 2                    |                      |                      |
| 2022-2023  | Coyotes de l'Arizona  | LNH               | 3  | 0                | 0                | 0                | 0                | -                | - | -                    | -                    | -                    |                      |                      |
| 2023-2024  | Roadrunners de Tucson | LAH               | 62 | 9                | 23               | 32               | 34               | 2                | 0 | 0                    | 0                    | 0                    |                      |                      |
| 2024-2025  | Brynäs IF             | SHL               | 49 | 9                | 28               | 37               | 16               | 17               | 1 | 7                    | 8                    | 10                   |                      |                      |
| Totaux LNH | Totaux LNH            | Totaux LNH        | 53 | 1                | 10               | 11               | 30               | -                | - | -                    | -                    | -                    |                      |                      |

### En équipe nationale
| Année | Équipe       | Compétition                      |   | PJ | B | A | Pts | Pun                |  | Résultat |
| 2017  | Suède U17    | Défi mondial des moins de 17 ans | 5 | 1  | 0 | 1 | 2   | 8e place           |  |          |
| 2018  | Suède U18    | Hlinka-Gretzky -18 ans           | 2 | 1  | 1 | 2 | 0   | Médaille d'argent  |  |          |
| 2019  | Suède U18    | Championnat du monde -18 ans     | 4 | 0  | 1 | 1 | 2   | Médaille d'or      |  |          |
| 2020  | Suède junior | Championnat du monde junior      | 7 | 1  | 5 | 6 | 6   | Médaille de bronze |  |          |
| 2021  | Suède junior | Championnat du monde junior      | 5 | 0  | 5 | 5 | 0   | 5e place           |  |          |